# Annual Review of Genetics
Annual Review of Genetics è una rivista scientifica annuale sottoposta a revisione paritaria e pubblicata da Annual Reviews. È stata fondata nel 1967 e tratta tutti gli argomenti relativi alla genetica di virus, batteri, fungi, piante e animali, compresi gli esseri umani.
La caporedattrice è Tatjana Piotrowski. Secondo il Journal Citation Reports, la rivista ha ricevuto un fattore di impatto per il 2023 pari a 8,7, classificandosi all'undicesimo posto fra 191 riviste presenti nella categoria "Genetica ed ereditarietà". A partire dal 2023, viene pubblicata in modalità di accesso aperto, secondo il modello editoriale del Subscribe to Open.

## Storia
Nel 1965, l'Annual Reviews ha condotto un sondaggio tra i genetisti per determinare se fosse necessaria una rivista annuale che pubblicasse articoli di revisione sui recenti sviluppi nel campo della genetica. Le risposte al sondaggio furono favorevoli e il primo volume dell'Annual Review of Geneticsìì fu pubblicato due anni dopo, nel 1967.
Il primo redattore fu Herschel L. Roman.
A partire dal 2020, è stata pubblicata sia in edizione a stampa che in formato elettronico.

## Perimetro editoriale
La rivista identifica il suo perimetro editoriale con la copertura di vari aspetti della genetica, tra cui: la biologia molecolare, cellulare e dello sviluppo; la genetica comportamentale, la genetica delle popolazioni, la struttura e la trasmissione dei cromosomi, la funzione e l'espressione dei geni, la mutazione e la riparazione del DNA, la genomica e l'immunogenetica. Vengono presi in considerazione vari organismi, tra cui: virus, batteri, funghi, piante e animali.

## Indicizzazione
Gli abstract e gli articoli della rivista sono indicizzati da: Scopus, Science Citation Index Expanded, MEDLINE, Embase e Academic Search, tra gli altri.

## Processo editoriale
Al vertice dell'Annual Review of Genetics stanno il redattore o alcuni co-redattori. Il redattore è assistito dal comitato editoriale, che comprende i redattori associati, i membri regolari e, occasionalmente, dei redattori ospiti.
I membri ospiti partecipano su invito del direttore e hanno un mandato di un anno. Tutti gli altri membri del comitato editoriale sono nominati dal consiglio di amministrazione di Annual Reviews e hanno un mandato di cinque anni. Il comitato editoriale determina quali argomenti devono essere inclusi in ogni volume e sollecita revisioni da parte di autori qualificati. La revisione paritaria degli articoli accettati è effettuata dal comitato editoriale.

### Redattori dei volumi
Le date indicano gli anni di pubblicazione in cui qualcuno è stato accreditato come caporedattore o co-redattore di un volume di una rivista. Il processo di pianificazione di un volume inizia molto prima della sua pubblicazione. Un redattore poteva comunque essere presentato come caporedattore di un volume che aveva contribuito a pianificare, anche se era andato in pensione o deceduto prima della sua pubblicazione.
- Herschel L. Roman (1967–1984)[11]
- Allan M. Campbell (1985–2011; dimissioni annunciate nel 2010,[12] credited as editor for 2011[13])
- Campbell and Bonnie Bassler (appointed as of 2011;[12] credited as co-editors for 2012)[14]
- Bonnie Bassler (2013–2017)[15][16]
- Nancy M. Bonini (2018–2021)[17][18][19]
- Tatjana Piotrowski (2022-)[1][20]

### Comitato editoriale
Al 2025, il comitato editoriale, oltreché dai redattori, è composto dai seguenti membri:
- Dominique C. Bergmann
- Francesca Cole
- Harmit S. Malik
- Peter Scheiffele
- John C. Schimenti
- Jeff Sekelsky
- Gisela Storz

Al 2022, era composto da:
- Andrew G. Clark
- Dominique C. Bergmann
- Zemer Gitai
- Peter Scheiffele
- John C. Schimenti
- Jeff Sekelsky
- Gisela Storz
- Junying Yuan.